# Cixius montana
Cixius montana är en insektsart som beskrevs av Fowler 1904. Cixius montana ingår i släktet Cixius och familjen kilstritar. Inga underarter finns listade i Catalogue of Life.